# Jean-Baptiste Joseph Vifquain
Jean-Baptiste Joseph Vifquain (soms geschreven als Vifquin), (Doornik, 24 juni 1789 – Ivry-sur-Seine, 31 augustus 1854) was een militair officier, architect, urbanist en ingenieur-inspecteur, en honorair leider van het corps der bruggen, wateren en bossen, van achtereenvolgens Nederlandse, Franse, Nederlandse en Belgische nationaliteit.

## Biografie

### Jeugd en familie
Vifquain groeide op in Doornik. Zijn vader was meester-metselaar. Tijdens zijn adolescentie bezocht hij de tekenacademie van de stad. Zijn moeder, geboren Marie Thérèse Joseph Parmentier, stierf op 21 december 1808 tijdens zijn diensttijd in het garnizoen van Doornik, en zijn vader Léopold Joseph Vifquin op 25 november 1810, terwijl hij dienst had in het garnizoen van Vlissingen.
Op 20 mei 1836 beviel Marie Isabelle de Vuyst van de zoon van Jean-Baptiste, Jean-Baptiste Victor Devuyst. De Vuyst (of Devuyst) en Vifquain waren op dat moment niet getrouwd. Pas in 1845 erkende Vifquain zijn zoon en nam deze de achternaam Vifquain aan.

### Opleiding

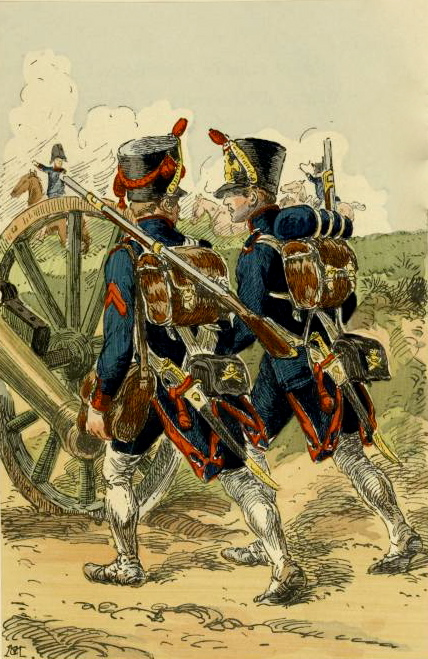
Artilleriesoldaten te voet in 1809

Op 13 april 1808 schreef de 18-jarige Vifquain zich als vrijwilliger in in het leger van Napoleon Bonaparte. Met zijn eenheid, het 9e artillerieregiment te voet, nam hij in 1809 deel aan de Duits-Oostenrijkse campagne van de Vijfde Coalitieoorlog. Op 3 mei nam hij deel aan de Slag bij Ebersberg, en op 22 mei aan de Slag bij Aspern-Eßling, waar zijn gedrag in de strijd hem het kruis van het Légion d'Honneur opleverde, en zijn aanstelling als artificier (pyrotechnicus).
Te voet onderweg naar Wenen nam zijn regiment op 5 en 6 juli deel aan de Slag bij Wagram. Met hetzelfde regiment werd hij opgenomen in het leger van generaal Auguste de Marmont, om de achtervolging in te zetten op het terugtrekkende Oostenrijkse leger. Er vonden nieuwe schermutselingen plaats tijdens de Slag bij Znojmo, die uitmondde in een staakt-het-vuren. Op 1 oktober werd Vifquain bevorderd tot sergeant-foerier, vóór het tekenen, op 14 oktober, van de Vrede van Schönbrunn die het einde van deze campagne markeerde, waarna hij te voet naar huis terugkeerde.
Tijdens zijn militaire carrière wijdde hij zich, vanaf 1812, aan een opleiding tot ingenieur aan de École polytechnique, financieel ondersteund door zijn oom Louis Vifquin, een rijk hopmakelaar te Doornik. In 1814 behaalde hij zijn ingenieursgraad.

### Koninkrijk der Nederlanden
Ten tijde van het Verenigd Koninkrijk der Nederlanden kreeg hij, dankzij de invloed van zijn oom Louis, de post van octrooi-inspecteur te Doornik in 1814-1815. Vervolgens werd hij aangenomen bij Waterstaat, in dienst voor de provincie Brabant. In 1817 werd hij benoemd tot chef-ingenieur 2e klasse. In deze periode was hij ook medewerker van architect Ghislain-Joseph Henry, die hij assisteerde bij de verbouwingen van het Kasteel van Laken en het Koninklijk Paleis van Brussel.
Koning Willem I had een wedstrijd uitgeschreven voor een herdenkingsmonument ter ere van de Slag bij Waterloo . Vifquain diende achtereenvolgens twee projecten in voor een piramide die niet geaccepteerd werden. Architect Charles Vander Straeten werd als deskundige om advies gevraagd, terwijl hij eerder scherpe kritiek had geuit op het ontwerp van Vifquain, zijn rapport werd als niet-objectief beschouwd. Vifquain presenteerde een nieuw project bestaande uit een obelisk ondersteund door kolommen. Vander Straeten diende ook een ontwerp in voor een kegelvormige tumulus bekroond door een leeuw. Maar deze beide ontwerpen werden afgekeurd door het ministerie. Uiteindelijk besloot de koning, onder invloed van de koningin, voor het ontwerp van Vander Straeten.
Vifquains ontwerp werd dus niet gekozen, maar dankzij dit project genoot hij enige bekendheid. Het was niet de enige aanvaring tussen Vifquain en Vander Straeten. Na de dood van de Architect des Konings Ghislain-Joseph Henry hoopte Vifquain hem op te volgen, maar Vander Straeten lonkte ook naar de positie en slaagde erin om Vifquiain in diskrediet te brengen, waarna hij zelf op deze positie benoemd werd.
Vifquain installeerde zich te Brussel, waar hij werkte aan de bouw van publieke gebouwen voor de stad. Hij realiseerde meerdere verfraaiingswerken zoals het ontwerp van de boulevards van de kleine ring van Brussel. Ook voorzag hij de belangrijkste verkeersaders van Brussel van gaslicht.
In 1823 ging hij naar Engeland om de techniek van de kanalenbouw in geaccidenteerd terrein te bestuderen. Het zuiden en oosten van België is heuvelachtig en daar zou deze kennis van nut kunnen zijn. In de jaren 1820 voerde hij civieltechnische werken uit, zoals de bijzondere kettinghangbrug van het kasteel Wissekerke (1824) en maakte hij een ontwerp voor een vergelijkbare brug over de Lek bij Vianen, maar deze laatste is nooit gebouwd. Verder was hij intensief betrokken bij de aanleg van het Kanaal Pommerœul-Antoing (1823-1826) en het Kanaal Charleroi-Brussel (1826-1832). Voor dit laatste kanaal ontwierp hij ook een speciale schuit, het bakeetje. Voor dat tweede project liet hij zich bijstaan door de ingenieur Pieter Simons. De logistiek organiseerden ze door de eerste spoorweg van het land aan te leggen, met paardentractie. Voor het kanaal Brussel-Charleroi werkte Vifquain opnieuw samen met Simons en deed hij ook een beroep op Gustave De Ridder (deze zou een schoonbroer worden van Simons omdat ze allebei met een stiefdochter van Vifquain trouwden). Het drietal maakte in september 1830 een studiereis naar Groot-Brittannië om er de transportinfrastructuur te onderzoeken (kanalen, wegen, spoorwegen).
Van 1825 tot 1828 was hij gemeenteraadslid in Sint-Joost-ten-Node, waar hij een huis liet bouwen aan de rue Royale Extérieure op de plek van de huidige Gesùkerk. Hij was zelf verantwoordelijk voor de aanleg van deze straat op de zanderige rug tussen de Maalbeek en de Zennevallei.

### Koninkrijk België
In 1830 was Vifquain betrokken bij de gebeurtenissen van de Belgische Revolutie. Hij maakte deel uit van een delegatie van drie personen die de burgemeester van Sint-Joost-ten-Node, Urbain-Henri Verbist, stuurde om aan de Schaarbeeksepoort te onderhandelen met prins Frederik, die het bevel voerde over de troepen van het Verenigd Koninkrijk der Nederlanden, waarvan het hoofdkwartier was verplaatst naar het Landhuis Eenens te Schaarbeek.
In 1833 werd Vifquain promotor. Hij had het project opgevat om het Koninklijk Paleis van Brussel met het Kasteel van Laken te verbinden door een boulevard te slaan van het Koninginneplein tot aan de brug van Laken. Daarvoor richtte hij samen met de burgemeester van Schaarbeek Jean-François Herman een Société de la rue des Palais (Vereniging van de Paleizenstraat) op. Deze stichting zou gefinancierd worden door een inning van half tolgeld op de weg, plus een tol van twee centimes per persoon die de brug over de Zenne passeerde. Deze Paleizenstraat was voor de beide heren een uitstekende zakelijke gelegenheid. Een ander stratenproject dat hij realiseerde was de verlenging van de Nieuwstraat in 1839.
In 1842 vroeg de regering hem een verbeterplan voor het hele Belgische vaarwegennet op te stellen. Hij vergeleek de vervoers-economische aspecten van de spoorwegen met de binnenvaart. Hij gaf een overzicht van recent uitgevoerde werken om af te sluiten met een analyse van verbeteringsprojecten die hij rangschikte naar prioriteit. Met deze systematische en analytische aanpak was hij zijn tijd ver vooruit.

### Overlijden
Vifquain was op latere leeftijd zijn verstand verloren en was wettelijk handelingsonbekwaam verklaard. Hij stierf op 31 augustus 1854 te Ivry-sur-Seine in een verzorgingstehuis voor geesteszieken dat opgericht was door dokter Esquirol (1772-1840), een beroemd alienist.

## Werk

### Architectuur

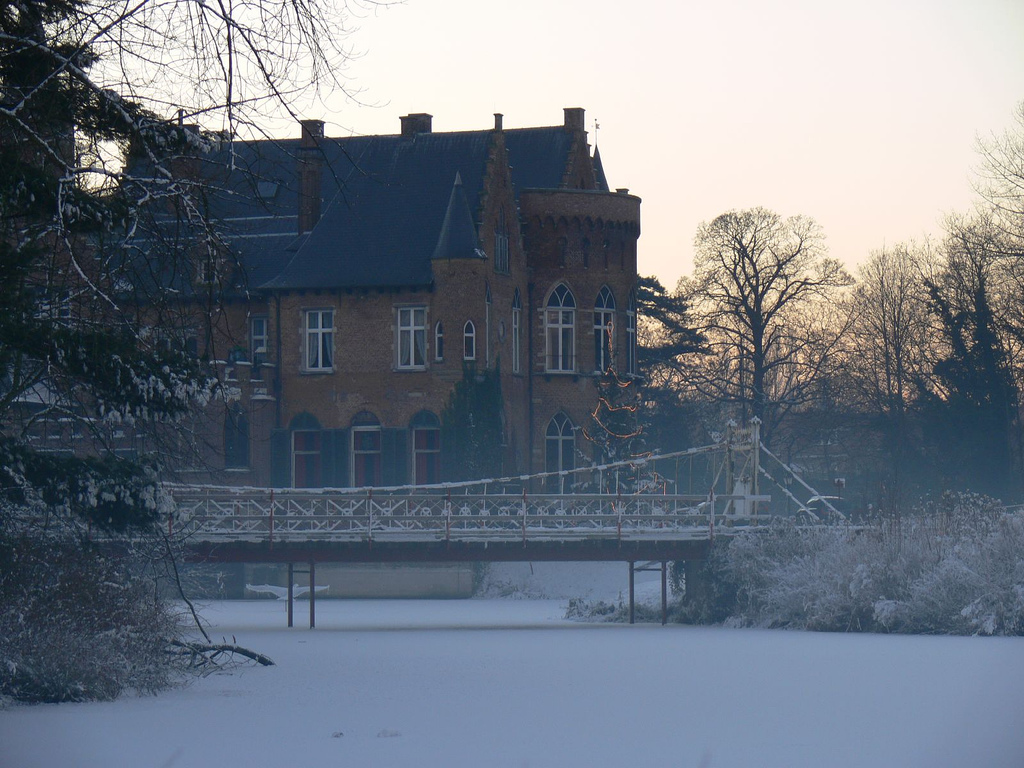
Bazel, het Kasteel Wissekerke en zijn hangbrug

- Na de ontmanteling van de tweede omwalling van Brussel deed hij mee aan het concours dat in 1818 georganiseerd werd ter vergroting en verfraaiing van de stad Brussel. Hij won dit concours en tekende de plannen voor de kleine ring die de oude fortificaties vervingen. Hij voorzag de aanleg van pleinen en promenades met dubbele of vierdubbele rijen bomen, een centrale laan en ventwegen.
- 1818-1829: Oranjeplein, in 1831 hernoemd tot Barricadenplein.
- 1823: Vifquain ontwierp en bouwde het hospitaal van Tienen.
- 1824: Philippe Vilain XIIII vertrouwde de vergroting van zijn Kasteel Wissekerke te Bazel toe aan Vifquain, tezamen met de hangbrug in smeedijzer, de oudste brug van dit type die nog bestaat in Europa.

### Civiele techniek
- 1823: Plannen voor het eerste Kanaal van Charleroi, met een tonnenmaat van 70 ton, geopend in 1832, alsmede het type boten dat hier op voer, de Baquets de Charleroi.[11]

## Nalatenschap
- In Schaarbeek, een gemeente van Brussel, is de Vifquinstraat naar Vifquain vernoemd.
- In Doornik is de Quai Vifquin (Vifquinkade) naar hem vernoemd.

## Publicaties
- Des voies navigables en Belgique. Devroye (1842), pp. 497. Gearchiveerd op 15 augustus 2023.

- Bibliothèque nationale de France: cb15408097p (data)
- Gemeinsame Normdatei: 100675700
- International Standard Name Identifier: 0000 0000 5886 5585
- Library of Congress Control Number: n85178087
- Base Léonore: LH//2711/27
- Nederlandse Thesaurus van Auteursnamen: 071407979
- Système universitaire de documentation: 050617265
- Virtual International Authority File: 15121794
- WorldCat: E39PBJxCv8Tmcf3DFjvwrYWFKd